# Section de Bondy
Pour les articles homonymes, voir Bondy (homonymie).
La section de Bondy était, sous la Révolution française, une section révolutionnaire parisienne.

## Représentants
Elle était représentée à la Commune de Paris par :
- Pierre Nicolas Beauvallet, né en 1750, artiste sculpteur, demeurant cour du Louvre, au point central des Arts.
- François Daujon, né en 1760, artiste demeurant 40, rue du Faubourg-Saint-Martin. Membre de la Commune du 10 août 1792, il avait été accusé d'avoir, moyennant finances, fait évader le prince de Poix et d'avoir soustrait des pièces à sa charge.
- Joseph Faineaux, Fainot ou Feneaux, né en 1764, cordonnier, demeurant  rue du Faubourg-Saint-Martin. Il est juré au Tribunal révolutionnaire.

## Historique
La section n’a pas changé de nom depuis sa création.

## Territoire
Située au nord du boulevard Saint-Martin, elle s’étendait jusqu’au boulevard de la Villette entre les rues du Faubourg-Saint-Martin et du Faubourg-du-Temple.

## Limites
La rue du Faubourg-Saint-Martin, à droite, depuis le boulevard jusqu’à la barrière Saint-Martin : les murs de la barrière Saint-Martin à celle du Temple : la rue du Faubourg-du-Temple, à droite, jusqu’au boulevard : le boulevard à droite de la rue du Faubourg-du-Temple, à la porte Saint-Martin.

## Intérieur
Les rues des Morts, Saint-Maur, des Moulins, Saint-Louis, de l'Hôpital-Saint-Louis, des Récollets, de Carême-Prenant, Saint-Ange, Gaucourt, de la Granges-aux-Belles, des Vinaigriers, des Marais-Saint-Martin, Gilbert, Janson, Saint-Nicolas-de-Lancry, de Bondy, etc., et généralement toutes les rues, culs-de-sac, places, etc., enclavés dans cette limite.

## Local
La section de Bondy se réunissait dans l’église de l'ex-couvent des Récollets, qui était située à hauteur des actuels numéros 10-12 de la rue du même nom. L'entrée du couvent donnait sur la rue du Faubourg-Saint-Martin.

## Population
12 400 habitants, dont 1 850 économiquement faibles. La section comprenait 1 400 citoyens actifs.

## 9 Thermidor an II
Lors de la chute de Robespierre, le 9 thermidor an II (27 juillet 1794), la section de Bondy resta fidèle à la Convention nationale.

## Évolution
Après le regroupement par quatre des sections révolutionnaires par la loi du 19 vendémiaire an IV (11 octobre 1795)  qui porte création de 12 arrondissements, la présente section est maintenue comme subdivision administrative, puis devient, par arrêté préfectoral du 10 mai 1811, le quartier de la Porte-Saint-Martin (5e arrondissement de Paris).